# کیکوگی
کیکوگی (به انگلیسی: Keikogi) یا گی (به انگلیسی: gi) در فارسی به معنای «یونیفرم تمرین» است و در لغت از دو لغت کیکو  به معنی «تمرین» و گی به معنی «لباس» تشکیل شده است .  همچنین با نام‌های «دوگی» و «کیکوی» نیز شناخته می‌شود. کیکوگی لباس فرم برای آموزش هنرهای رزمی و مشتقات آن در ژاپن است. در اواخر قرن نوزدهم، کیکوگی توسط بنیانگذار جودو جیگورو کانو Kanō Jigorō ساخته شد.

## تاریخچه

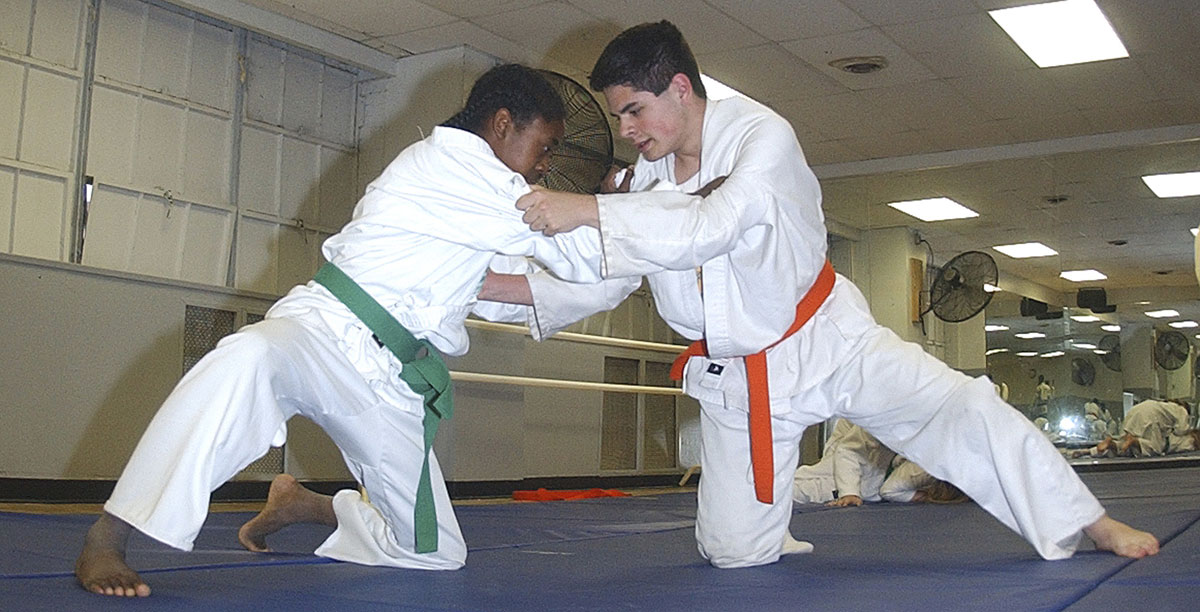
دو هنرجوی جودو که جودوگی (یونیفرم جودو) پوشیده‌اند. در ژاپنی به هنرجوی جودو، جودوکا (judoka) گفته می‌شود.

دیو لوری تاریخ‌نگار هنرهای رزمی ژاپن حدس می‌زند که طرح گی را از ژاکت های سنگین آتش نشانان   هانتن (半纏)) ژاپن الهام گرفته شده است. تا سال ۱۹۲۰ هنرجویان  کانو برای تمرین جودو از کیکوگی استفاده می‌کردند. عکسی که در سال ۱۹۲۰ در کودوکان (ستاد مرکزی جودو) منتشر شده نشان می‌دهد  کانو خود نیز از لباس مدرن کیکوگی استفاده کرده است.
تا دهه ۱۹۲۰ تمرینات کاراته اوکیناوا معمولاً با لباس روزمره انجام می‌شد. با توجه به جو اجتماعی بین ژاپنی‌ها و اوکیناوایی‌ها در این مدت، کاراته جزء ورزش‌های رزمی خشن ژاپنی محسوب می‌شد و  همچون جوجیتسو ریشه در فرهنگ سامورایی دارد. گیچین فوناکوشی، مربی و بینانگذار سبک شوتوکان کاراته، برای کمک به ژاپنی‌ها و تبلیغ کاراته از لباسی شبیه به  کانو استفاده می‌کرد.

## فرم لباس
با گذشت زمان، ورزشکاران کاراته با سبک کردن پارچه، کیکوگی را برای کاراته تغییر دادند و رشته‌هایی را نیز در داخل آن اضافه کردند. کیکوگی به وسیله کمربند یا «اُبی»  بسته می‌شود.
قسمت بالایی کیکوگی «ایواگی» (در ژاپنی به معنای بالایی) نامیده می‌شود. شلوار کیکوگی را «شیتاباکی» (در ژاپنی به معنای زیرشلوار) و یا زوبون/جوبون در ژاپنی به معنای شلوار می‌نامند. 
در دوران مدرن کیکوگی در رنگ‌های سفید، سیاه، آبی و نیلی رایج است. در مسابقات جودو یکی از شرکت کنندگان کیکوگی سفید و دیگری آبی می‌پوشد. با این حال به طور سنتی، کیکوگی به رنگ سفید است.

## کیکوگی در ورزش
کیکوگی در ورزش‌های زیر مورد استفاده قرار می‌گیرد:
- در آیکیدو «آیکیدوگی» نامیده می‌شود.
- در جوجیتسو برزیلی «بی.جی.جی گی/کیمونو» نامیده می‌شود.
- در جودو که «جودوگی» نامیده می‌شود.
- در جوجیتسو که «جوجیتسوگی» نامیده می‌شود.
- در کاراته «کاراتگی» نامیده می‌شود.
- در کن‌دو که "کن‌دوگی" نامیده می‌شود (تشیل شده از ایواگی یا هاکاما).
- و در سامبووکا که «ژاکت کورتکا سامبو» نامیده می‌شود.

## انواع کیکوگی
- تک بافت: مدل سبک و خنک برای استفاده در تابستان.
- دولایه بافت: مدل بسیار ضخیم که به اندازه انواع دیگر خنک نیست.
- بافت طلایی: ضخامت آن بین تک بافت و دولایه بافت است. این نوع از کیکوگی برای مسابقات فدراسیون بین‌المللی جوجیتسو برزیلی IBJJF الزامی است.
- بافت پلاتینی: سبکتر از بافت طلایی، خنک تر و برای استفاده در تابستان.